# 第40軍団 (ロシア陸軍)
第40軍団（だい40ぐんだん、ロシア語: 40-й армейский корпус）は、ロシア陸軍の軍団。第18諸兵科連合軍隷下。

## 歴史

### 第二次世界大戦
1943年12月23日、第二次世界大戦の影響に伴い、赤軍第123狙撃軍団として創設された。
1945年5月、ラトビア・ソビエト社会主義共和国に移駐した。
1945年8月、ロシア・ソビエト連邦社会主義共和国クイビシェフ州に移駐した。

### 冷戦期
1955年6月に第40狙撃軍団、1957年6月に第40軍団と改称され、1960年10月に解隊された。

### ロシアのウクライナ侵攻
2023年5月、ロシアのウクライナ侵攻の影響に伴い、ロシア陸軍第47自動車化狙撃師団、第144独立自動車化狙撃旅団を基幹にスタヴロポリ地方で63年ぶりに再編された。
2023年8月、第18諸兵科連合軍隷下に配属された。

#### 南部・ザポリージャ戦線
2023年8月、第47自動車化狙撃師団隷下の第1152自動車化狙撃連隊が南部ザポリージャ州に配備され、第810独立親衛海軍歩兵旅団の救援でロボティネ方面を防御した。

#### 南部・ドニエプル川戦線
2023年12月、南部ヘルソン州に配備され、第104空中強襲師団、PMCコンボイと共にクリンキ方面に展開した。

#### 東部・バフムート戦線
2024年8月、第144独立自動車化狙撃旅団が激戦地の東部ドネツィク州バフムート地区に再配置され、友軍の救援でバフムート南のトレツク方面に展開した。

## 編制
- 軍団司令部（スタヴロポリ）[2]
- 第47自動車化狙撃師団（セヴァストポリ）[2]
- 第144独立自動車化狙撃旅団[2]